# Юрій Збаразький (каштелян)
Юрій Збаразький гербу Корибут (близько 1573/1574 — 12/30 липня 1631, Краків) — руський князь, військовий та державний діяч Речі Посполитої, меценат. Останній з роду князів Збаразьких.

## Біографія

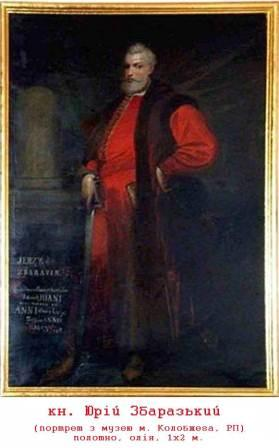

Походив із руського (українського) князівського роду Збаразьких. Старший син князя Януша Збаразького і княжни Анни Четвертинської, брат Христофора Збаразького. За різними даними, народився 22 або 23 квітня 1574 року в селі Антонівці (тепер Шумський район).
Навчався в Падуанському університеті (Італія, записувався до метрики у 1592 та 1616 роках), слухав лекції Галілео Галілея, там же перейшов з кальвінізму в католицизм. 1598 року з двором короля Сиґізмунда ІІІ Вази відвідав Швецію. Разом з братом князем Христофором брав участь у військових діях під час зведення на престол господаря молдавського Єремії Могили. 
Під час рокошу Миколая Зебжидовського (міжусобної боротьби в Речі Посполитій) був на боці короля Сигізмунда ІІІ, вніс багато коштів на підтримку війська й королівського двору. Не пропустив жодної воєнної кампанії, у яких брав участь особисто або зі своїм військом. На чолі свого війська був учасником заспокоєння селянсько-козацьких заворушень. 1623 року під час виступу на сеймі у Варшаві вимагав жорстко карати непокірних селян і козаків.
З 1625 року мав приязні стосунки із графом, коронним підчашим Станіславом Любомирським, який теж не любив єзуїтів.
Від спадкоємців Падневських 28 лютого 1613 року набув за 35000 флоринів маєтності пілицькі. У кількох містах побудував прекрасні палаци, а для захисту держави — фортеці. 1627 року заснував у Збаражі конвент св. Юрія, у якому 1636 року осіли отці бернардинці. У 1628 р. за його підтримки Максиміліан Пшерембський висунув кандитатуру на посаду великого коронного підканцлера (не отримав її через вибір єпископами Томаша Замойського).
Протектор кримського калги Шагін-Ґерая. Підтримував тісні зв'язки з коронним канцлером Якубом Задзіком.
Помер, так ніколи й не одружившись, тому не полишив нащадків, як і його молодший брат Христофор. Був похований поруч із братом у Кракові (тепер Польща) в домініканському костелі святої Трійці в заснованій ним каплиці. По його смерті більша частина величезних володінь перейшла до найближчих родичів — князів Вишневецьких та Четвертинських.

## Посади
Крайчий великий коронний (1612—1619), підчаший великий коронний (1619—1631), краківський каштелян (1620—1631), староста сокальський (1607—1631), пінський (1590—1631), жарновецький (1624—1631), віслицький (1628—1631), державця радоговський.